# Никола VI Зринский
Граф Никола VI Зринский (хорв. Nikola VI Zrinski), Миклош Зриньи (венг. Miklós VI.Zrínyi; около 1570, Чаковец, Королевство Венгрия — 24 мая 1625, там же) — венгерский и хорватский государственный деятель, военачальник.

## Биография
Представитель одного из самых влиятельных и знатных хорватских дворянских родов Зринские. Родился в родовом замке в семье графа Юрая IV Зринского, управляющего казначейством в Королевстве Венгрия и Хорватия и графини Софии Зринской, урожденной Стубенберг. Брат Юрая V Зринского, бана Хорватии в 1622—1626 годах.
Внук Николая Зринского (Миклоша Зриньи), героя Сигетварской битвы против осман, национального героя как Хорватии, так и Венгрии.
Жил, в основном, в своём родовом в Чаковце, в то время, когда турки-османы оккупировали бо́льшую часть тогдашней Хорватии, а также соседнюю Венгрию.
После смерти своего отца в 1603 году унаследовал значительные владения на тот момент, уже сильно пострадавшими в войнах с турками. В число имений входила Меджимурская жупания на севере Хорватии с большим и сильно укрепленным замком Чаковец, Врбовец, Раковец, Лоница и Божьяковина, Медведград , Честине в Подслеме, Лукавец и Брезовицы в окрестностях Загреба , Озаль, Рибник, Дубовац и другие имения на Адриатическом побережье и во внутренних районах. Всего в его поместьях было около тридцати больших или меньших фортов, которые защищали Хорватию от османов. Был одним из самых богатых хорватских дворян, его поместья простирались от Адриатического моря до западной Венгрии почти непрерывной линией вдоль границы австрийских наследственных земель.
С 1608 года занимал высокий пост главного Задунайского капитана (Transdanubia), части тогдашнего Королевства Венгрии, которая располагалась на правом берегу Дуная, то есть к западу и югу от этой реки.
Как и его предки и потомки, принимал участие в сражениях с османами, часто совершал внезапные атаки на врага, чтобы замедлить или остановить их от дальнейших завоеваний.
Первоначально был протестантом, позже обратился в католицизм.
Брак Николы VI Зринского с венгерской графиней Аной Надашди был бездетным, поэтому, когда он умер в 1625 году, все его владения были сначала унаследованы его братом Юраем V, а после внезапной смерти Юрая в конце 1626 года его тогда несовершеннолетними племянниками Николой VII и Петром Зринскими, позже известными банами Хорватии.